# Philippe Rizzo
Philippe Rizzo (Sídney, 9 de febrero de 1981) es un gimnasta artístico australiano, especialista en la prueba de barra fija o barra horizontal, con la que ha llegado a ser campeón del mundo en 2006.

## Carrera deportiva
En el Mundial de Gante 2001 gana la plata en barra fija, tras el griego Vlasios Maras y empatado con el ucraniano Alexander Beresh.
En el Mundial celebrado en Aarhus (Dinamarca) en 2006 consiguió el oro en barra, por delante del esloveno Aljaž Pegan y de nuevo el griego Vlasios Maras.